# Íbis-sagrado
O íbis-sagrado (Threskiornis aethiopicus) é uma espécie de íbis, uma ave pernalta da família Threskiornithidae. É nativo da África e do Oriente Médio. Existem populações introduzidas na Espanha, Itália, França e nas Ilhas Canárias de indivíduos que escaparam do cativeiro e começaram a se reproduzir com sucesso. É especialmente conhecido por seu papel na religião dos antigos egípcios, onde estava ligado ao deus Tote.

## Descrição
O íbis-sagrado é uma ave grande, com um comprimento de 65–89 cm, envergadura de 112 a 124 cm e um peso de cerca de 1,5 kg. As fêmeas adultas são geralmente menores que os machos. A plumagem é quase totalmente branca, exceto sua cauda e porção final das asas, que são negras; a cabeça e pescoço são nus e pretos. Há uma mancha de pele vermelha nua na asa superior, abaixo da asa e no peito e flancos adjacentes. O bico é curvo e grosso. Aves juvenis têm cabeça e pescoço com penas, de coloração rajada entre preto e branco, enquanto o corpo tem menos branco e mais partes negras e marrons.

## Distribuição
T. aethiopicus é nativa de vários países da África. A espécie ocorre na maior parte do continente africano ao sul do Saara e no sudeste do Iraque. Anteriormente, a ave já foi comum no Egito, mas não se reproduz lá desde a primeira metade do século XIX.
Várias populações migram com as chuvas; algumas das aves sul-africanas migram 1.500 km para o norte até Zâmbia, as aves africanas ao norte do equador migram na direção oposta. A população iraquiana geralmente migra para o sudoeste do Irã, mas raramente foram vistos tão ao sul quanto Omã e ao norte até as costas do Cáspio do Cazaquistão e da Rússia (antes de 1945).
Populações de íbis-sagrados foram estabelecidas em vários lugares, como na Itália, França, Espanha, Holanda, Ilhas Canárias, Flórida, Taiwan, Emirados Árabes Unidos e possivelmente Bahrein, todas estas ligadas à fuga de zoológicos. Alguns estudos indicam que as populações introduzidas na Europa têm impactos econômicos e ecológicos significativos, enquanto outros sugerem que não constituem uma ameaça substancial para as espécies nativas de aves europeias.

## Habitat
Na África, a espécie pode ser encontrada em uma diversidade de habitats abertos, tanto úmidos quanto secos, incluindo pastagens naturais, mas também locais artificiais, como represas, instalações de esgoto, montes de esterco, terras cultivadas, depósitos de lixo e áreas recentemente queimadas. Em áreas onde a espécie foi introduzida, é encontrado o mesmo oportunismo.

## Comportamento

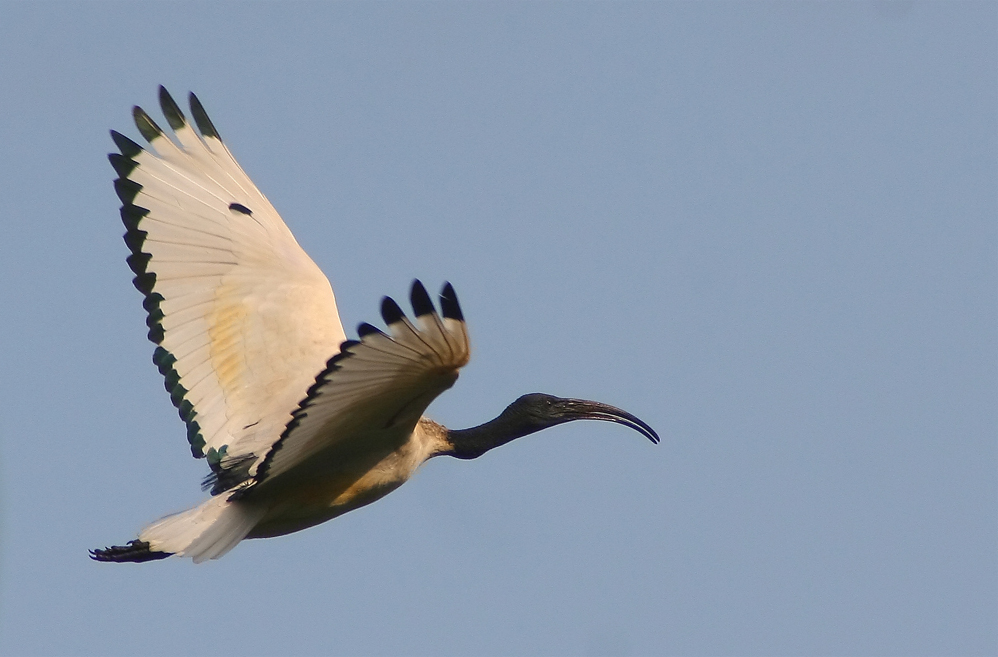
Íbis-sagrado voando na África do Sul

O íbis-sagrado é um migrante intra-africano, fazendo movimentos nômades ou parcialmente migratórios de várias centenas de quilômetros para se reproduzir durante a estação chuvosa. As populações ao norte do equador migram para o norte e aquelas ao sul do equador migram para o sul, ambos os grupos retornando em direção ao equador no final da temporada de reprodução. Algumas populações (por exemplo, na África Austral) também podem ser sedentárias.
É uma espécie muito gregária, vivendo em grupos de 2-20 indivíduos e, ocasionalmente, de 100-300 indivíduos. Geralmente voa a mais de 30 km de distância da colônia para se alimentar. A espécie também se empoleira em grande número à noite em locais de reprodução, em ilhotas em rios ou terras inundáveis, em árvores perto de represas ou em aldeias.
Essas aves geralmente voam em linhas escalonadas, com cada ave ligeiramente à frente e ao lado da ave de trás. Longe de colônias de reprodução, é uma ave relativamente silenciosa. Pode soltar um áspero coaxar durante o voo, mas geralmente apenas vocaliza durante a época de reprodução, emitindo grunhidos, coaxares e ruídos de inalação/exalação.

## Alimentação
A dieta do íbis-sagrado consiste principalmente em presas aquáticas, como pequenos peixes e invertebrados, incluindo gafanhotos, grilos e besouros aquáticos. Alimenta-se também de crustáceos, vermes, moluscos, rãs, lagartos, carniça, ovos e filhotes de outras aves, pequenos mamíferos, vísceras e sementes. Normalmente se alimenta durante o dia em grupos de 2 a 20 aves, ocasionalmente até 300 e excepcionalmente 500; anda lentamente, pegando presas vivas bicando ou sondando na lama ou terra fofa.

## Reprodução

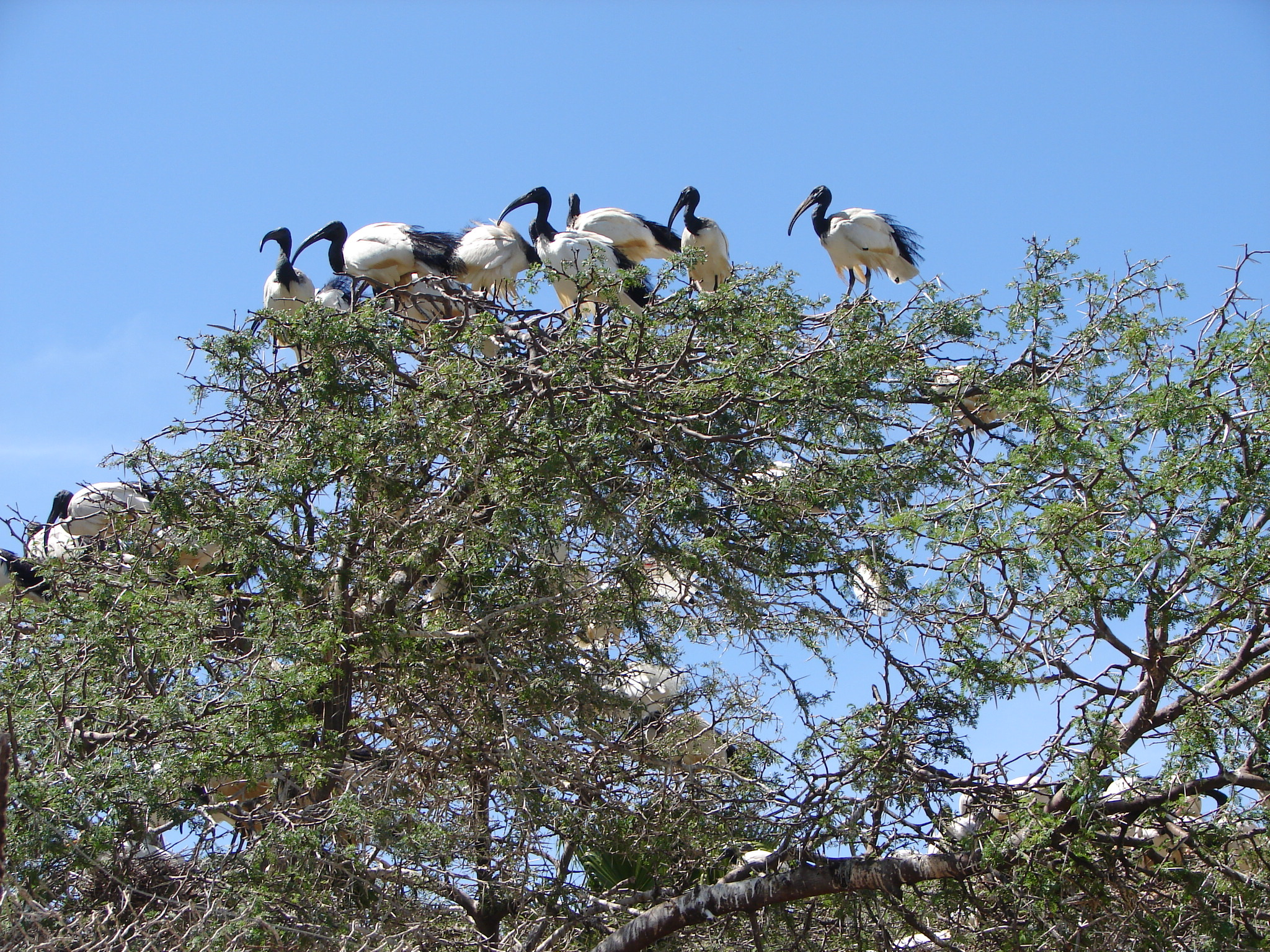
Colônia de íbis-sagrado em Montagu, Cabo Ocidental

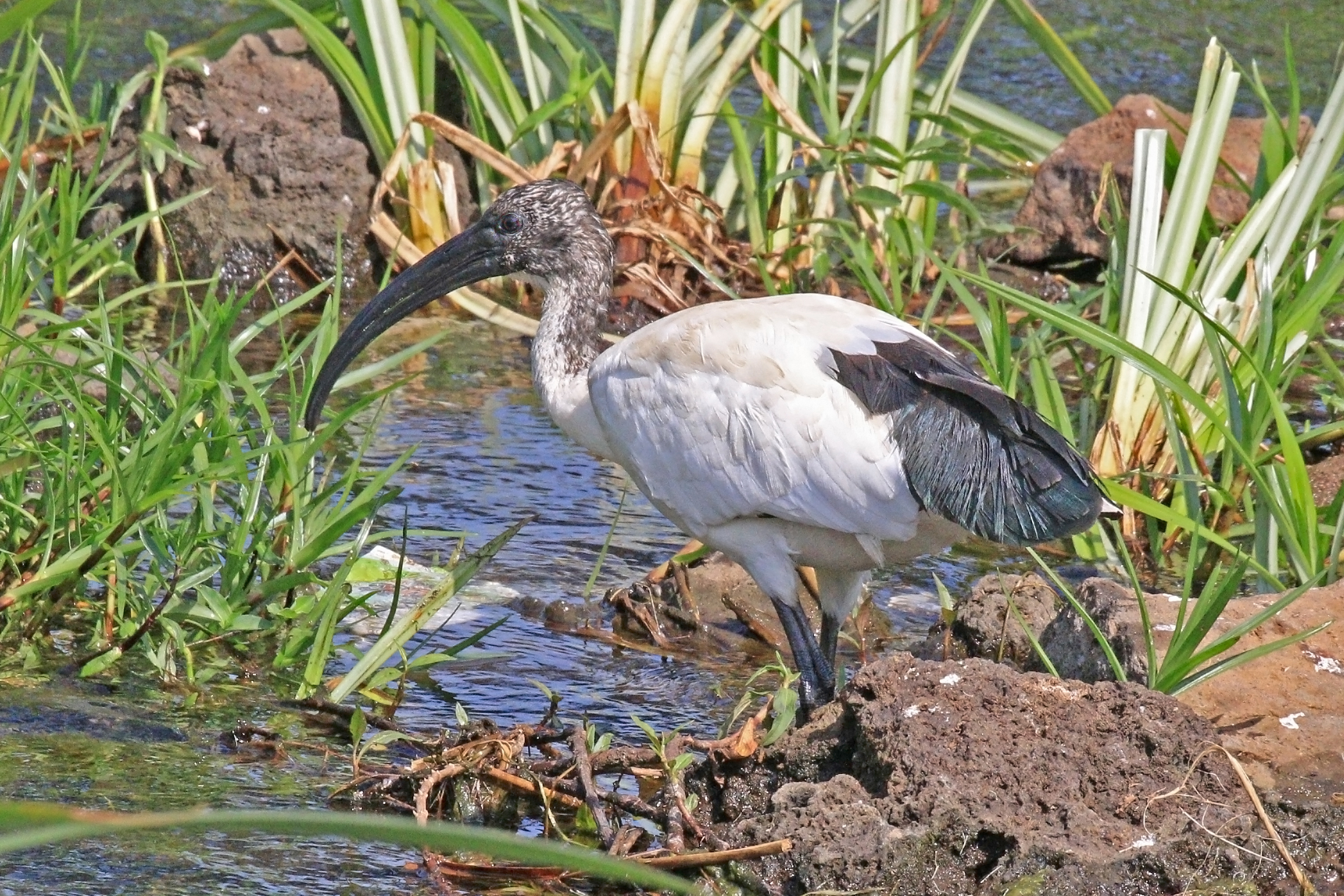
Íbis-sagrado imaturo

A época de reprodução frequentemente começa durante ou logo após o período de chuvas. Em áreas inundadas, também ocorre na estação seca; por exemplo, em março, maio-setembro na Zâmbia, setembro em Malawi, março a junho e agosto a setembro na Etiópia; e fevereiro, março e maio em Uganda.
O íbis-sagrado reproduz-se em colônias de 50–2 000 pares (às vezes apenas dez), frequentemente em colônias-mistas com outros Ciconiiformes. O vínculo do par dura apenas uma única temporada.
Seus ninhos são construídos em árvores, arbustos ou no solo; cada ninho consiste em uma plataforma feita de gravetos e galhos e forrada com folhagens. São colocados muito próximos, mas raramente se tocam. O tamanho da ninhada é geralmente de 2 a 5 ovos, que são incubados por cerca de 28 a 29 dias, tanto pela fêmea quanto pelo macho. Após a eclosão dos ovos, os filhotes permanecem no ninho por pelo menos 14 dias, mas apenas emplumando em 35-40 dias e deixando a colônia em 44-48 dias.

## Preservação
O íbis sagrado africano é classificado como "de menor preocupação" pela IUCN. A população global é estimada em 200 000–450 000 indivíduos, mas parece estar diminuindo.

## Mitos e lendas
Por muitos séculos, íbis-sagrados, junto com duas outras espécies em menor número, eram comumente mumificados pelos antigos egípcios como uma oferenda votiva ao deus Tote. Tote, representado como tendo a cabeça de um íbis, é o antigo deus egípcio da sabedoria e da razão e, portanto, da verdade, do conhecimento, do aprendizado e do estudo, da escrita e da matemática. O íbis-sagrado era considerado a encarnação viva de Tote na terra.
Provavelmente o culto tem a ver com que esta ave chegava na época da cheia anual do Nilo, a qual tornava possível a agricultura e assim a própria sobrevivência dos egípcios.[carece de fontes?]